# ウォクス・ポプリー・ウォクス・デイー (書籍)
ウォクス・ポプリー・ウォクス・デイー（ラテン語: Vox Populi, Vox Dei）は、1709年の急進的ホイッグ党の小冊子である。この言葉「ウォクス・ポプリー・ウォクス・デイー」自体はラテン語の成句であり、日本語では「民の声は神の声」などと訳される。
この小冊子は1710年以降に改訂され、「全王国と国家の判断」(The Judgment of whole Kingdoms and Nations)に改題されている。作者は不明だが、ロバート・ファーガソンまたはトーマス・ハリソンのいずれかと見られている。ダニエル・デフォーやジョン・サマーズが著者であるとする証拠はない。
英国の政治史において"Vox populi, vox Dei"が使用されたのは、1327年にカンタベリー大主教ウォルター・レイノルズが説教"Vox populi, vox Dei"で国王エドワード2世を告発してからである。1709年の小冊子におけるラテン語の使用は、この成句の初期の用法と一貫している。レイノルズ以降、英国の政治におけるこの成句の用法は好意的な物であった。しかし、739年のアルクィンの用法は、そうではなかった。アルクィンはカール大帝に対し、そのような危険な民主的な考えに抵抗するよう書簡を送っていた。